# Eve Torres
Eve Marie Torres (* 21. srpna 1984) je americká tanečnice, modelka, profesionální wrestlerka, manažerka a herečka. Nejvíce je známa pro své působení ve WWE kde bylo třínásobná WWE Divas šampionka. Je také vítězkou první série reality show Stars Earn Stripes.
Svoji kariéru začala jako modelka a tanečnice. Tancovala pro The Southern California Summer Pro League a v letech 2006-2007 i pro National Basketball Association. Také hostovala v několika televizních show jako Show Me The Money, Sunset Tan, Ber nebo neber, Good Day LA, Vítejte v novém těle, Attack of the Show a The Soup.
V roce 2007 se zúčastnila soutěže Diva Search ve které se jí dařilo dobře, protože soutěž vyhrála. V roce 2008 ve WWE začala působit jako zákulisní reportérka a taky hostovala v bikini a tanečních soutěžích. Později, v roce 2009, začala na plný úvazek pracovat jako profesionální wrestlerka. Byla zapojena do sporů s Michelle McCool, Laylou a Natalyou. Také dělala manažerku týmu Cryme Tyme. Poté, co byla přesunuta do rosteru Raw a dělala manažerku Chrisu Matthewsovi, získala v dubnu 2010 titul Divas. Držela ho po dobu 69 dnů, než ho v červnu ztratila. Svůj druhý Divas titul vyhrála poté, co dělala manažerku R-Truth a to na Royal Rumble 2011 v lednu. Toto panování trvalo do dubna 2011. Na Night of Champions 2012 získala svůj třetí titul, což je rekordní počet v historii, a držela ho do 20. výročí Raw, kde byla poražena Kaitlyn.
V prosinci 2012 Eve požádala Vince McMahona, zda by nemohla ze společnosti odejít. Tak se i stalo a to v lednu 2013, Eve se v současné době zaměřuje na práci v programu Gracie Women Empowered Self-defense.